# Heinrich Erhard Heeren

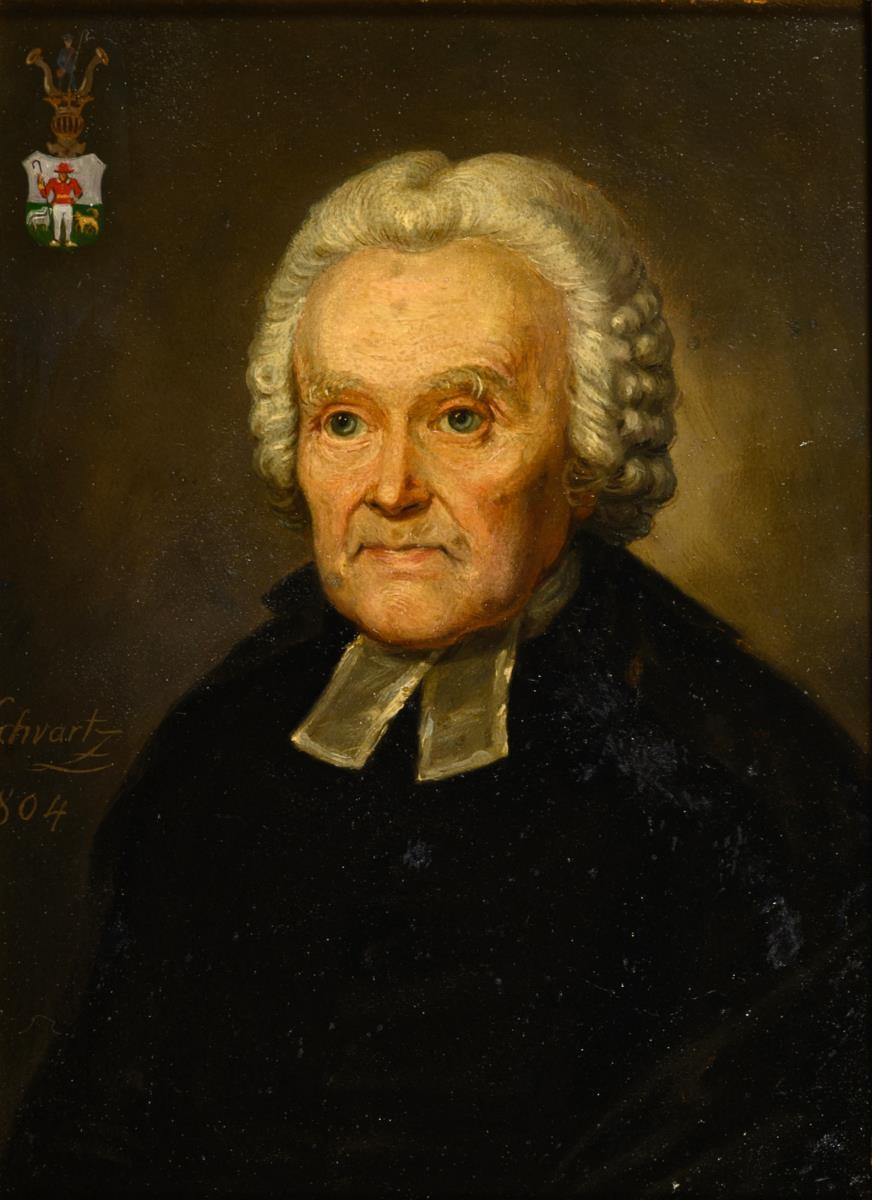
Heinrich Erhard Heeren, 1804

Heinrich Erhard Heeren, mit vollständigem Namen Heinrich Erhard Reinhold Heeren, auch Hinrich Erhard Heeren und Henricus E. Heeren, (* 16. Februar 1728 in Wremen; † 7. März 1811 in Bremen) war ein deutscher evangelischer Geistlicher, Pastor, Lehrer, Prediger am Dom zu Bremen sowie Autor und Kirchenlieddichter.

## Leben
Heeren war der Sohn des Geistlichen Hermann Heeren (1688–1745), der ab 1741 Domprediger in Bremen war, wo er seine höhere Ausbildung an Domschule und Athenaeum erhielt. Ab 1746 studierte er Evangelische Theologie, zunächst an der Universität Jena, von 1748 bis 1750 dann an der Universität Göttingen. Nach seiner Rückkehr nach Bremen unterrichtete Heeren von 1750 bis 1754 dort als Privatlehrer. Er legte 1753 das theologische und 1754 das philologische Examen ab. 1754 wurde er Subrektor der Domschule und des Athenaeums.
1760 wurde Heeren Pastor in Arbergen  bei Bremen und wirkte von 1775 bis in sein Todesjahr 1811 als Domprediger am Bremer Dom, 1805 wurde er Erster Domprediger. Hier war er auch als Dichter und Sammler von Kirchenliedern tätig. Im Bremer Dom befindet sich auch die Grabstelle des Geistlichen.

## Familie
1758 heiratete Heeren Margarete, geborene Wolters (* um 1738 in Bremen; † 30. März 1770 in Arbergen), die in Arbergen drei Söhne und eine Tochter gebar: Der spätere Historiker Arnold Heeren (* 25. Oktober 1760 in Arbergen; † 6. März 1842 in Göttingen), Friedericia Maria Heeren (* 17. August 1762 in Arbergen), der Lehrer Georg Hinrich Erhard Heeren (* 14. Dezember 1764 in Arbergen; † 6. Juni 1805 in Bremen) sowie der später in Hamburg tätige Kaufmann Christoph Friedrich Heeren (* 2. Januar 1770 in Arbergen; † 7. Juli 1843 in Hamburg). Ein Sohn des Hamburger Kaufmannes war der dort geborene spätere Chemiker Friedrich Heeren.

## Porträt
Ein Bildnis des Heinrich Erhard Heeren wurde 1807 von dem Kupferstecher Johann Gottfried Pflugfelder gestochen.

## Schriften (Auswahl)
- Oratio de Henrico Kippingio Egregio Boni Praeceptoris Exemplo Scholaeque Regiae Bremensis Ornamento Quondam Longe Splendidissimo. Pro Felici Subrectoratus Auspicio in Athenaeo Regio Sholaque Cathedrali Bremensi A. MDCCLIIII. D. XXIII. April. In Auditorio Maiori Publice Dicta Nunc Venerando Avo Ob Exactos Feliciter Quinquaginta Sacri Officii Annos Pie Iubilanti Gratulabunda Mente Inscripta / Ab Henrico Erhardo Heeren. Rump, Bremen 1755.
- Neue und veränderte geistliche Lieder zu einem neuen öffentlichen Gesangbuche, beygetragen von Hinr. Erh. Heeren. Johann Heinrich Cramer, Bremen 1778  (Digitalisat).
- mit Johann Gotthard Schlichthorst, Hermann Andreas Rieffestahl, Johann Christoph Vogt (Hrsg.): Neues Gesangbuch der evangelischlutherischen Domgemeine zu Bremen. Diedrich Meier, Bremen 1778 (Digitalisat).
  - mit Johann David Nicolai, Heinrich Wilhelm Rotermund, Hermann Bredenkamp (Hrsg.), 5. Auflage, Daniel Meier, Bremen 1805; 6. Auflage, Daniel Meier, Bremen 1814.
- Ueber die Verehrung Gottes im Gewitter. Eine Predigt am 20. Aug. 1783, als in der Ordnung der biblischen Erklährungen Hiob 37. der Text und zu Vorstellungen dieser Art viel Veranlassung war. Föster, Bremen 1783.
- Predigten Reden und Gebete bey Gelegenheit der Einweihung des neuen St. Petri Waisenhauses der evangelischlutherischen Domgemeine zu Bremen / von den Herren Predigern am Dom gehalten und zum Druck befördert von den Vorstehern der Waisenanstalt. Daniel Meier, Bremen 1785.
- Christliches Religionsbuch zur Leitung des Unterrichts und des eignen Nachdenkens in Sachen Religion und ihrer Geschichte. Höschen, Bremen 1788.
- Etwas für die Leser der theol. Annalen, die Hassencamp herausgiebt. Bremen 1792.
- Predigt nach fünfzigjähriger Verwaltung öffentlicher Lehrämter am Sonntage Jubilate 1804 ... in der Domkirche zu Bremen gehalten ... Meier, Bremen 1804.